# Линдстрём, Александр Андреевич
Алекса́ндр Андрее́вич Ли́ндстрём (8 [20] августа 1858, Великое княжество Финляндское — 31 октября 1920, Томск) — врач-дерматовенеролог, действительный статский советник (1914), ординарный профессор (с 1910) и заведующий кафедрой систематического и клинического учения о накожных и сифилитических болезнях Императорского Томского университета. Кавалер ордена Св. Владимира III ст. (1917).

## Биография
Александр Линдстрем родился 8 (20) августа 1858 года в Финляндии; в 1884 году он окончил Санкт-Петербургскую Военно-медицинскую академию, получив степень лекаря. В 1892 году в том же ВУЗе он успешно защитил докторскую диссертацию на тему «К патологической анатомии склеродермии». После этого, до января 1908 года, работал инспектором в Киевской военно-фельдшерской школе.
В 1894 году Линдстрем стал приват-доцентом Императорского Киевского университета Святого Владимира; в 1908 году он был избран на пост экстраординарного профессора на кафедре дерматологии и сифилидологии. Два года спустя он стал ординарный профессор кафедры систематического и клинического учения о накожных и сифилитических болезнях Императорского Томского университета. В 1914 году был исключен из штата профессоров в связи с выходом на пенсию — «за выслугой срока»; в то же время он продолжал заведовать кафедрой вплоть до своей кончины.
Александр Линдстрем читал студентам курсы по дерматологии и венерологии; помимо работы в университете, активно занимался частной практикой. В период его правления, в 1908 году, венерологическая клиника переехала в новое обширное помещение, являвшееся частью госпитальных клиник Томска — заняв почти весь верхний этаж и получив новое оборудование. Линдстрем скончался в Томске в годы Гражданской войны — 31 октября 1920, на 63-м году жизни; был похоронен на местном Преображенском кладбище.

## Работы
Александр Линдстрем является автором семнадцати научных работ, посвященных, в основном, склеродермии и методам лечения сифилиса:
- К патологической анатомии склеродермии: Диссертация на степень доктора медицинских наук. СПб., 1892[2];
- К терапии сифилиса подкожными впрыскиваниями металлической ртути в виде серого масла. Б. г., б. м.
- Редкие формы кожных болезней : С демонстрацией больных : Сообщ. прив.-доц. А. А. Линдстрема : (Аутореф.) / (Из Дерматол. клиники проф. М. И. Стуковенкова). — Киев : тип. Имп. Ун-та св. Владимира Н. Т. Корчак-Новицкого, [1897]. — 11 с. — Отт. из «Тр. Физ.-мед. о-ва при Ун-те св. Владимира 1897 г.» [-печ. в] «Унив. изв.» 1897 г., № 12, Отд. науч. хроники, с. 23-31

## Награды
- Орден Святого Владимира III степени (1917);
- Орден Святого Владимира IV степени (1910);
- Орден Святой Анны II степени;
- Орден Святого Станислава II степени;
- Серебряная медаль в память царствования Императора Александра III;
- Светло-бронзовая медаль в память 300-летия царствования Дома Романовых.

## Семья
Был женат на Александре Адольфовне (Ардальтовне) Линдстрем (род. 1864), учившейся на математическом отделении Сибирских Высших женских курсах (СВЖК); в семье было два сына: Александр (род. 1893) и Алексей (род. 1897); в 1916/1917 учебном году оба сына являлись студентами первого курса медицинского факультета университета Томска.